# Charles Anastase
 (janvier 2021).
Charles Anastase est un artiste et styliste français né en 1979.

## Biographie
Né en 1979 d'un père architecte arménien et d'une mère universitaire française, Charles Anastase étudie les Sciences politiques à Paris avant de se tourner en 2002 vers le dessin, puis la mode.
Il illustre une campagne publicitaire pour Calvin Klein en 2004.

## Expositions
- 2002 : Fashion Documenta, Palais de Tokyo, Paris. Exposition de groupe organisée par le magazine Crash.
- 2002 : Mode à suivre 2, musée Galliera, Paris, exposition de groupe.
- 2003 : Trop, musée des arts décoratifs, Paris[2] exposition de groupe.
- 2003 : exposition personnelle de photos organisée par Wendy & Jim, Museum Quartier Vienna[1]. Présentation d’une sélection d’images de collections prises par Persephone kessanidis et artwork par EEM.
- 2003 : première exposition personnelle de dessins organisée par Jean Touitou à APC, Tokyo[3].
- 2005 : Traits très mode, Le Bon Marché, Paris[4] exposition de groupe.
- 2005 : exposition personnelle de dessins à la Maison de France à Mexico et à l'Alliance française de Torreon organisée par l'AFAA[5].
- 2005 : Mythologie personnelle, exposition de dessins galerie Baumet Sultana, Paris.
- 2005 : In My Room exposition de dessins, XXe Festival international de mode et de photographie à Hyères.
- 2007 : Galerie AAA, Paris, dessins, exposition de groupe.
- 2009 : My own Private Museum, installation de dessins, Dover Street Market, Londres[6].

## Publications
Cahier de dessin sur papier Canson, publié par le Magasin général APC, 2003